# ان‌جی‌سی ۳۶۳۱
ان‌جی‌سی ۳۶۳۱ کهکشانی مارپیچی است که در صورت فلکی خرس بزرگ قرار دارد. این مکان در فاصله حدود ۳۵ میلیون سال نوری از زمین واقع شده‌است، که با توجه به ابعاد ظاهری آن، به معنای آن است که ان‌جی‌سی ۳۶۳۱ حدود ۶۰۰۰۰ سال نوری عرض دارد. این کهکشان توسط ویلیام هرشل در ۱۴ آوریل ۱۷۸۹ کشف شد. این یک کهکشان مارپیچی با طرح بزرگ است که رو به روی آن دیده می‌شود.

## نگارخانه

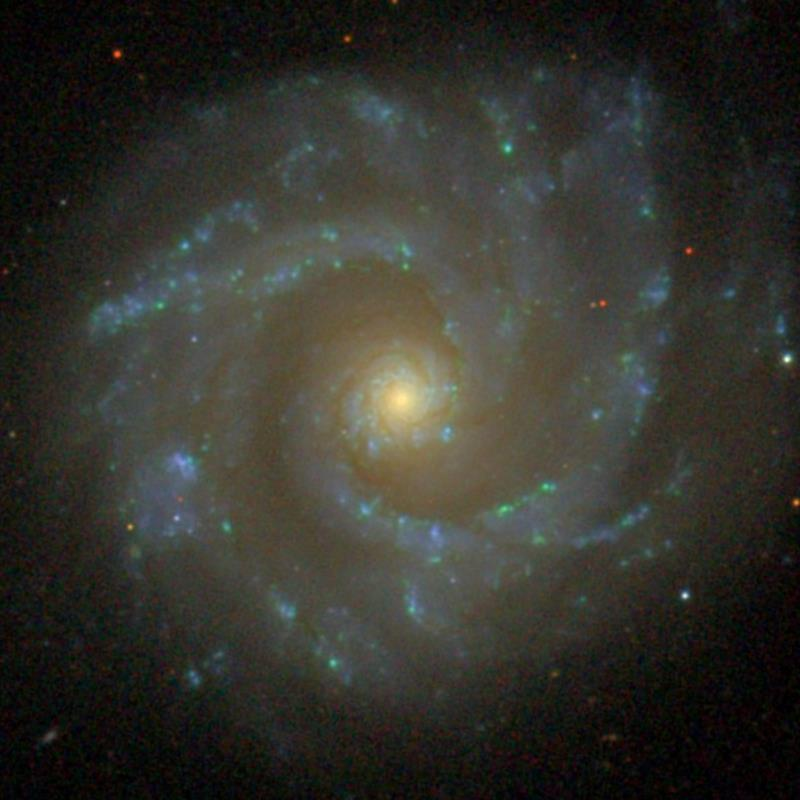
NGC 3631 (SDSS DR14)
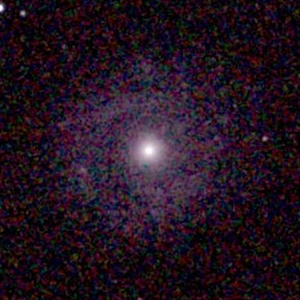
NGC 3631 توسط 2MASS
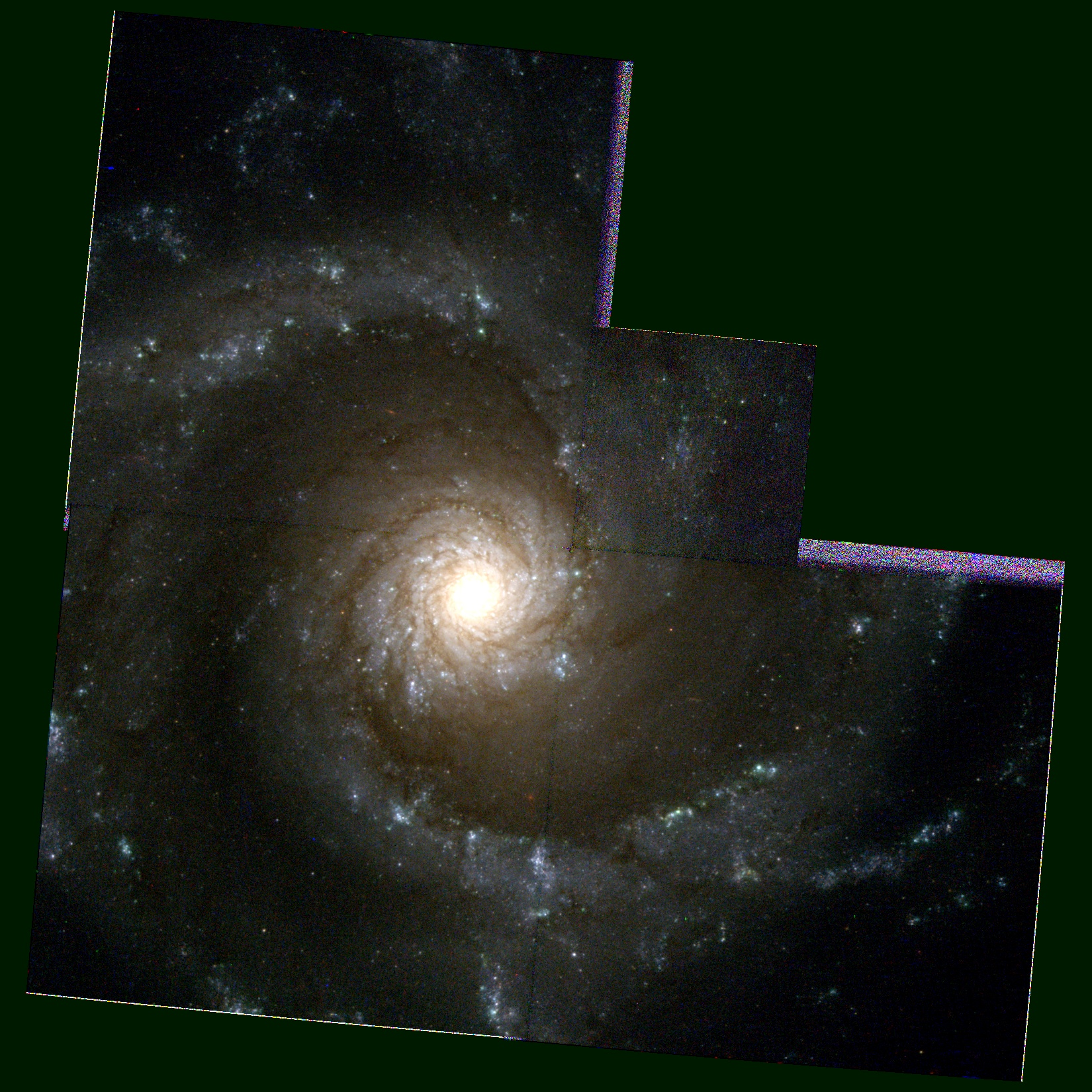
تصویر HST از NGC 3631.
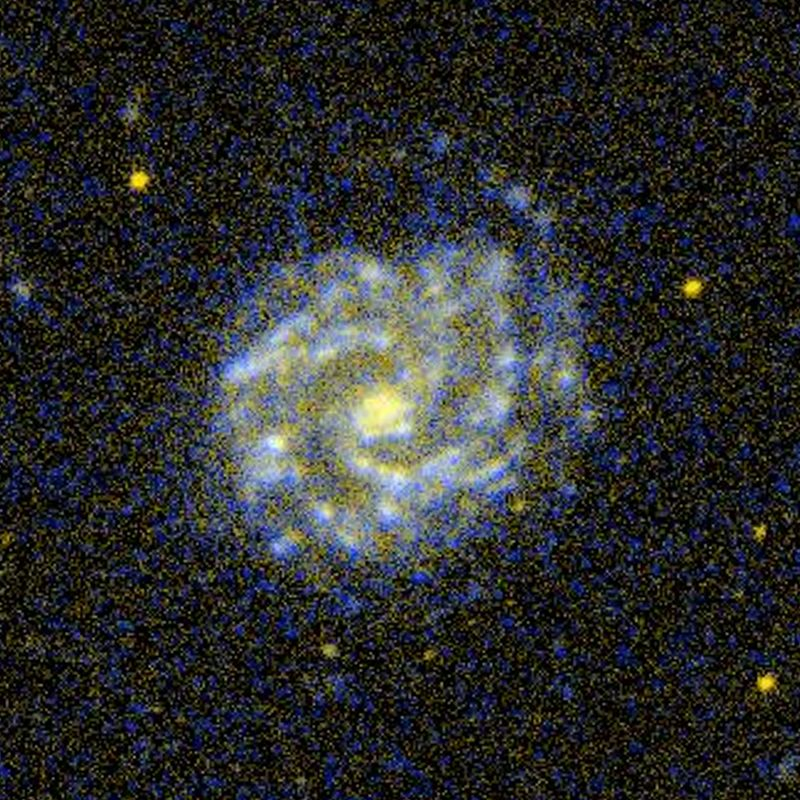
NGC 3631 توسط GALEX